# Kviriké II de Kakhétie
Kviriké II de Kakhétie (en géorgien : კვირიკე II) est un prince de Kakhétie de la dynastie dite des Kyriacides qui règne de 929 à 976.

## Biographie
Kviriké ou Cyriaque Il est le fils et successeur de Phadla II de Kakhétie. Son long règne est marqué par la révolte des Gardabaniens qui font appel au roi Georges II d'Abkhazie. Ce dernier, entré en Kakhétie, ne retourne dans son pays qu’après l’avoir saccagée et incendiée. Il confie ensuite à son fils Léon, vice-roi de Karthli, le soin de poursuivre la conquête. Schourta, un frère du roi Kviriké II qui était le gendre du roi Georges II, se joint au roi des Abkhazes et leur ouvre les forteresses du pays.
Kviriké II, à bout de ressources, se reconnaît le vassal du roi Georges II d'Abkhazie. Après le départ de ce dernier, en accord avec les aznaours, Kviriké II reprend les citadelles de Kakhétie.
Furieux, le roi d’Abkhazie envoie une nouvelle expédition commandée par son fils Léon III d’Abkhazie. Ce dernier ravage le pays mais fait demi-tour à l’annonce de la mort de son père afin de recueillir la succession. Pour assurer la paix, il accepte de donner sa fille en mariage à David, le fils de Kviriké. La mort inopinée de la jeune princesse peu après remet tout en question et la mésentente recommence entre les deux princes. Léon III d'Abkhazie  organise une nouvelle expédition au cours de laquelle il tombe malade et meurt peu après. 
Après avoir rétabli son autorité sur la Kakhétie, Kviriké II profite de l’affaiblissement du royaume des Abkhazes après la mort de Léon III pour tenter d’étendre sa sphère d’influence. À l'est, il annexe tout d'abord la petite principauté d'Héréthie après la disparition du prince Ioané Sénékérim (951-959). En Karthlie, il se heurte à David le Grand Curopalate qui s’impose comme le protecteur de la lignée des Bagratides.

## Famille
Kviriké II a deux fils :
- Phadla[1] ;
- David de Kakhétie.